# Мигел Капућини
Мигел Капућини (Монтевидео, 5. јануар 1904 — Монтевидео, 9. јун 1980) био је уругвајски фудбалски голман. Бранио је за фудбалски клуб ФК Пењарол и уругвајску фудбалску репрезентацију. 
Дебитовао је на утакмици против Аргентине 14. јула 1927. године, а последњу утакмицу одиграо је против Чилеа 12. октобра 1927. године.
Био је члан уругвајског тима који је освојио титулу светских првака на Светском купу 1930. у Уругвају, иако није одиграо ниједну утакмицу, већ је био резервни голман.
Три године раније, 1927, освојио је јужноамеричку титулу са репрезентацијом.